# Western Hockey League (Profiliga)
Die Western Hockey League war eine professionelle Eishockey-Minor League, die von 1952 bis 1974 existierte. 
1952 wurde die Liga durch den Zusammenschluss der Pacific Coast Hockey League und der Western Canada Senior Hockey League gegründet, als Präsident der Liga fungierte bis 1969 Al Leader, der daraufhin in die Hockey Hall of Fame aufgenommen wurde. 
In den 1960er Jahren expandierte die WHL stärker in Richtung amerikanische Westküste, vor allem im Bereich Los Angeles/San Francisco, was bei vielen Funktionären der National Hockey League die Befürchtungen auslöste, die Western Hockey League könnte schnell zum gleichwertigen Konkurrenten aufsteigen.
Während der Spielzeiten 1965/66 und 1967/68 wurde die Liga zudem in einem ineinander greifenden Spielbetrieb mit der American Hockey League ausgetragen. Aufgrund einer zu kleinen Anzahl an Talenten konnte die Liga jedoch schließlich der Expansion der beiden großen Ligen NHL und WHA in ihr Spielgebiet, die damit ihrerseits die WHL als potentiellen Konkurrenten ausschalten wollten, nicht standhalten und so wurde der Spielbetrieb nach der Saison 1973/74 eingestellt.
Die Meisterschaftstrophäe der WHL war der Lester Patrick Cup, ein Pokal, der momentan in der Hockey Hall of Fame in Toronto ausgestellt ist.

## Teams
| - Brandon Regals (1956–1957, wurden Saskatoon Regals/St. Paul Saints) - Calgary Stampeders (1952–1963) - California Seals (1966–1967, Nachfolgeteam wechselte in die NHL) - Denver Invaders (1963–1964, wurden Victoria Maple Leafs) - Denver Spurs (1968–1974, wechselten in die CHL) - Edmonton Flyers (1952–1963) - Los Angeles Blades (1961–1967) - New Westminster Royals (1952–1959, wurden Portland Buckaroos) - Phoenix Roadrunners (1967–1974, Nachfolgeteam wechselte in die WHA) - Portland Buckaroos (1960–1974) - Regina/Brandon Regals (1955–1956, wurden Brandon Regals) - Salt Lake Golden Eagles (1969–1974, wechselten in die CHL) - San Diego Gulls (1966–1974) - San Francisco Seals (1961–1966, wurden California Seals) | - Saskatoon Quakers (1952–1956) - Saskatoon Quakers (1958–1959) - Saskatoon Regals/St. Paul Saints (1957–1958), wurden Saskatoon Quakers - Seattle Americans (1955–1958) - Seattle Bombers (1952–1954) - Seattle Totems (1958–1974, wechselten in die CHL) - Spokane Comets (1959–1963, wurden Denver Invaders) - Spokane Spokes (1958–1959) - Tacoma Rockets (1952–1953) - Vancouver Canucks (1952–1970, wechselten in die NHL) - Victoria Cougars (1952–1961, wurden Los Angeles Blades) - Victoria Maple Leafs (1964–1967, wurden Phoenix Roadrunners) - Winnipeg Warriors (1955–1961) |